# Dodou Bammy Jagne

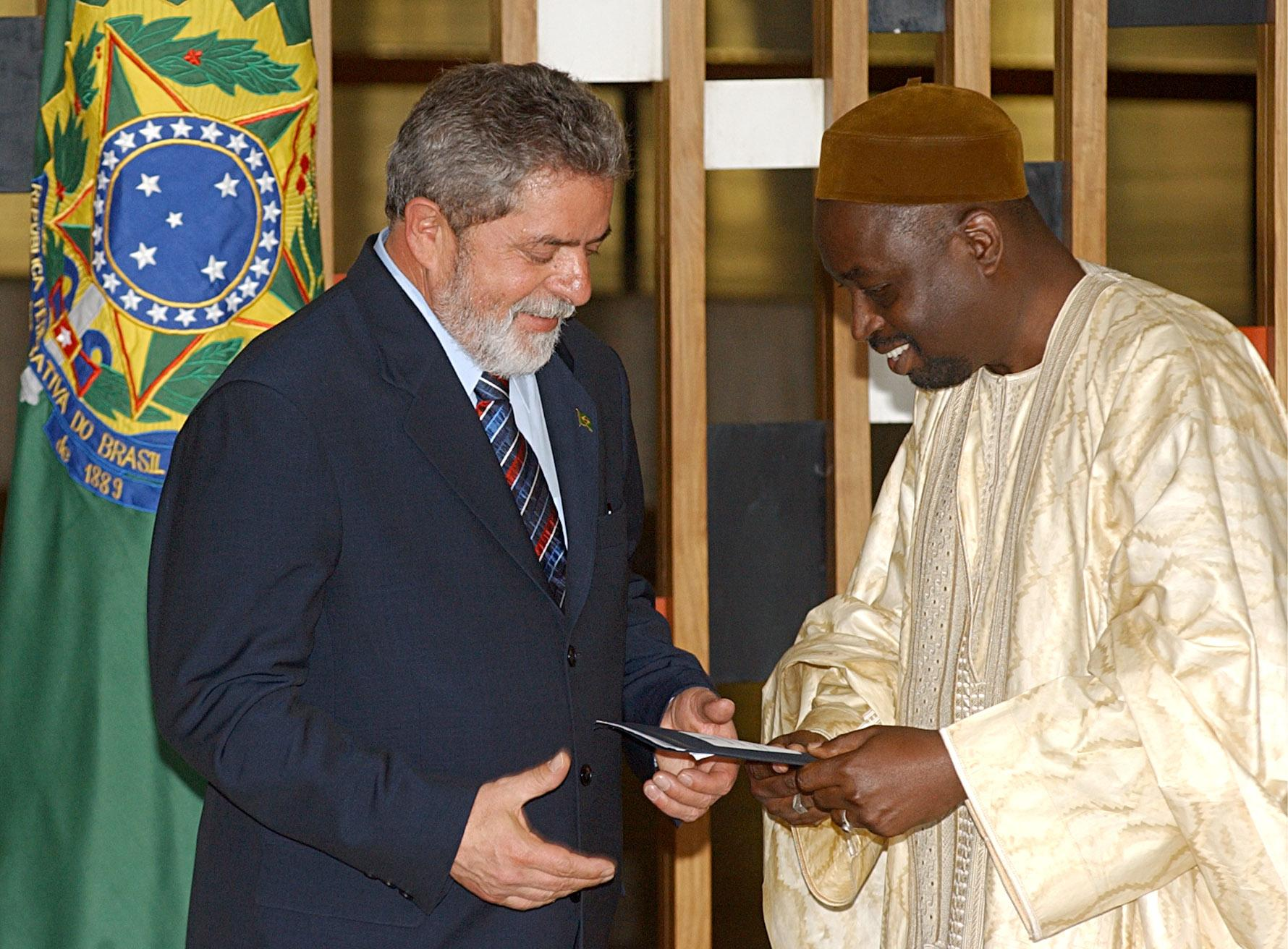
Dodou Bammy Jagne mit Luiz Inácio Lula da Silva (2004)

Dodou Bammy Jagne (* 20. Jahrhundert) ist ein gambischer Diplomat, Politiker und Verwaltungsbeamter im westafrikanischen Staat Gambia.

## Leben
Um 2001 war Dodou Bammy Jagne Staatssekretär im Finanz- und Wirtschaftsministerium. In dieser Position war er zum März 2004, Ende März wurde er gambischer Botschafter in den Vereinigten Staaten. Außerdem war er für Kanada akkreditiert. Ende Dezember 2007 wurde Jagne von Tamsir Jallow in Washington abgelöst. Dann trat er in die Bankenbranche ein und arbeitete als stellvertretender Geschäftsführer der BSIC Bank. Jagne war dann von Juni 2014 bis März 2015 Botschafter in Senegal, er löste dort Samba Faal ab, und wurde dann nach Katar versetzt, in Katar löst er Ansumana Jammeh ab.
Präsident Yahya Jammeh ernannte Jagne am 30. Juni 2016 zum Generalsekretär und Leiter des Öffentlichen Dienstes. Er war Nachfolger von Sulayman Samba. Am 4. Juli 2016 wurde er zusätzlich zum Minister für Präsidialangelegenheiten ernannt. Am 18. August 2016 wurde er als Minister für Bauwesen, Verkehr und Infrastruktur (englisch Minister of Transport, Works and Infrastructure) ernannt, Generalsekretär, Leiter des Öffentlichen Dienstes und Minister für Präsidialangelegenheiten wurde sein Vorgänger Sulayman Samba. Im September wurde Jagne von Bala Garba-Jahumpa als Minister für Bauwesen, Verkehr und Infrastruktur abgelöst.

## Auszeichnungen und Ehrungen
- 2016 – July 22nd Revolution Award[15]